# Georges Wague
 (février 2013).
Si vous disposez d'ouvrages ou d'articles de référence ou si vous connaissez des sites web de qualité traitant du thème abordé ici, merci de compléter l'article en donnant les références utiles à sa vérifiabilité et en les liant à la section « Notes et références ».
Georges Wague, né Georges Marie Valentin Waag le 14 janvier 1874 à Paris et mort le 17 avril 1965 à Menton, dans les Alpes-Maritimes, est un mime, pédagogue et un acteur de cinéma muet français.

## Biographie

### Enfance et études
L’enfance de Georges Wague se déroule auprès de parents stricts et dévots. À neuf ans, sa mère meurt et il est placé à l’école des Frères de la doctrine chrétienne, de la rue d'Assas à Paris. Il assiste là à des spectacles donnés par une Association des jeunes gens de la paroisse Saint-Sulpice et commence à déclamer des poèmes dans cette association. À l’adolescence, en opposition avec son père sur son avenir, il quitte le foyer familial et s’inscrit au conservatoire à titre d’auditeur au cours de Dupont-Vernon.

### Début de la carrière de mime
Dès 1894 Wague participe aux soirées de La Plume, la revue littéraire créée par Léon Deschamps, où il se fait remarquer en récitant des vers. Xavier Privas propose alors à Georges Wague d’interpréter ses chansons et il crée une nouvelle expression artistique qu'il nomme « cantomime » (canto, le chant et mime, le geste) où le décor sépare le chanteur du mime. Les cantomimes sont jouées pour la première fois aux soirées du Procope. Puis ils s’installent au théâtre de la Bodinière de la rue Saint-Lazare. C’est là que la renommée de son personnage de Pierrot devient parisienne.
À son retour de service militaire en 1898, pour relancer sa carrière, Georges Wague reprend le chemin des soirées d’artistes : les « Veillées artistiques de Plaisance » où il retrouve Xavier Privas qui lui écrit une pièce intitulée Sommeil blanc, avec l'actrice Blanche Cavelli, sur une musique de Louis Huvey. À la suite de rivalités avec d’autres acteurs sur le registre des cantomimes, Georges Wague et Christiane Mandelys, qui devient son épouse en 1915, créent une compagnie pour conserver les droits d’inventeur du mot cantomime. Ils jouent à La Roulotte dirigée par Georges Chartron. Ils rencontrent le succès et entament des tournées en France et à l’étranger, aboutissant à la représentation du dernier spectacle à l’Exposition universelle de 1900 où ils interprètent différentes pièce de Pierrot (Pierrot infidèle, Le Noël de Pierrot, etc).

### Mime renommé
Le succès et la renommée de Georges Wague est liée à son art de la pantomime. Il décide de passer de la pantomime blanche, où les gestes et les mouvements sont amples, à la pantomime dramatique. Pour cela il adapte son jeu de scène : son mime est composé de gestes réduits aux attitudes les plus simples pour exprimer toute la palette d’une pensée en perpétuelle mouvement. Peu conventionnel, il n’utilise pas l’alphabet mimique.
Il donne alors des cours de pantomime notamment à l'écrivaine Colette avec laquelle il réalise une tournée de 1906 à 1912 et provoque le scandale avec les représentations de La Chair où Colette est largement dévêtue. Il commence également sa carrière au cinéma en 1907 avec le film muet L'Enfant prodigue de Michel Carré où il incarne évidemment un Pierrot. Il jouera dans environ une trentaine de films, jusqu'en 1922 dans Faust de Gérard Bourgeois.
À partir de 1920, Georges Wague et son épouse Christiane Mandelys ouvrent une école de mime et de comédie chez eux, rue Pigalle. Georges Wague enseigne également au Conservatoire de musique et de déclamation à partir de 1916, ce qui constitue une reconnaissance de son travail. Il prend pour accompagnatrice au piano Yvette Blavet et comme régisseur Robert Darriet.
Après la mort de son épouse, Christiane Mandelys, en 1957, il rassemble ses archives et les dépose à la Bibliothèque nationale. En 1962, la Ville de Paris lui remet sa Grande médaille de vermeil. Georges Wague s'éteint à Menton en 1965.
Après avoir été inhumé pendant un temps au columbarium du Père-Lachaise, ses cendres furent relevées et déposées dans son actuel tombeau, dans la 13e division du cimetière du Montparnasse.

## Filmographie partielle
- 1907 : L'Enfant prodigue de Michel Carré
- 1909 : L'Homme aux poupées (réalisateur inconnu)
- 1910 : Une aventure secrète de Marie-Antoinette de Camille de Morlhon
- 1910 : Au temps de la chouannerie de Louis Feuillade
- 1916 : Christophe Colomb de Gérard Bourgeois [5]
- 1917 : Le Bonheur qui revient d'André Hugon
- 1921 : Les Trois Masques de Henry Krauss [6]
- 1922 : Faust de Gérard Bourgeois
- 1952: Colette de Yannick Bellon, avec Colette, Georges Wague et Jean Cocteau dans leur propre rôle.

## Au cinéma
Dans le film Colette de Wash Westmoreland, son rôle est interprêté par Dickie Beau.

## Distinctions
- 1962 : Grande médaille de vermeil de la Ville de Paris.